# Piri Reis
Piri Reis var en osmannisk admiral født omkring 1465 i Tyrkiet og halshugget på sultanens ordre i 1554 eller 1555 efter et nederlag i et søslag.

## Første verdenskort
Halvdelen af Piri Reis' første verdenskort blev fundet af en gruppe historikere i 1929 i Istanbul i Topkapu-paladset på en støvet hylde.
Piri Reis-kortet er tegnet på gazelleskind og det var et forsøg på at samle flere kort sandsynligvis fra forskellige kilder på et større kort.
Piri Reis-kortet blev formodentlig tegnet i 1513

 
og er af nogle blevet kaldt et gådefuldt kort, da det bl.a. afbilder atlanterhavskysten i Nordamerika, Sydamerika, Afrika og muligvis Antarktis' nordlige kystlinje uden is.
I følge noget af teksten på kortet:
- "...his name was Colombo, be it was who discovered these places. For instance, a book fell into the hands of the said Colombo, and be found it said in this book that at the end of the Western Sea [Atlantic] that is, on its western side, there were coasts and islands and all kinds of metals and also precious stones..."[3]
- "...VII. It is related by the Portuguese infidel that in this spot night and day are at their shortest of two hours, at their longest of twenty two hours..."[4] Det tyder på, at de har været langt sydpå. Hvis de har været sydligere, ville dag/nat forholdet være beskrevet. Dette kunne derfor være sydamerikas sydligste punkt. Følges kysten yderligere, burde man gå op igen ad sydamerikas vestlige side?
- "...IX. And in this country it seems that there are white-haired monsters [ lamaer?] in this shape, and also six-horned oxen. The Portuguese infidels have written it in their maps..."[5]
- "...X. This country is a waste. Everything is in ruin and it is said that large snakes are found here. For this reason the Portuguese infidels did not land on these shores and these are also said to be very hot..."[6] Chile?

En mere sandsynlig forklaring er, at "Antarktis' nordlige kystlinje" på kortet, faktisk er det nederste af Sydamerikas kystlinje, som er "bukket op til højre" for at kunne være med på kortet, hvilket græsset og dyrene, samt teksten om disse på denne del af kortet også peger på.
 
Antarktis blev officielt først opdaget i 1818.
Det er blevet hævdet at kortet er usædvanligt nøjagtigt, men dette er efter videnskabelig undersøgelse blevet afvist.

## Andet verdenskort
En del af Piri Reis' andet verdenskort er på Engelsk Wikipedia.